# The Grandmother
The Grandmother är en kortfilm av regissören David Lynch, gjord 1970.
Filmen handlar om en pojke som blir misshandlad av sina föräldrar, såväl fysiskt som psykiskt. Pojken planterar då en sten i sin egen säng, vattnar den och sedan växer The Grandmother fram.